# چیاسنا
چیاسنا (به لهستانی:  Ciasna) یک روستا در لهستان است که در گمینا چیاسنا واقع شده‌است. چیاسنا ۱٬۷۲۲ نفر جمعیت دارد.